# Monte Motola
Il Monte Motola (1743 m s.l.m.) è un monte del Cilento, situato nell'Appennino Lucano e posto all'interno del Parco Nazionale del Cilento, nella provincia di Salerno.

## Caratteristiche
Il monte Motola è fra le cime più alte del Cilento, a poca distanza dal più elevato monte Cervati e posto fra questo e la catena dei Monti Alburni. 
L'altura rappresenta un naturale spartiacque fra il Cilento, gli Alburni e il Vallo di Diano, contrapponendosi fra i paesi di Piaggine, Sacco e Roscigno (nel Cilento), di Corleto Monforte (negli Alburni) e di Teggiano e San Rufo (nel Vallo di Diano).
Sono presenti due rifugi per gli escursionisti: il primo a 1003 m s.l.m., lungo la SP11e (a collegamento fra Sacco e Teggiano); il secondo a 1342 m s.l.m., lungo il sentiero per la vetta.
Il monte presenta tre cime principali: il Motola propriamente detto (1700 m s.l.m.), punto trigonometrico, la cima senza nome alta 1727 m s.l.m. posta a SE, e la cima Est alta 1743 m s.l.m., punto culminante dell'intero massiccio. Sul Motola sono inoltre diffuse grandi foreste di tasso e abete bianco ed è attraversato dal Sentiero Italia.